# ادوارد هوبارت سیمور
ادوارد هوبارت سیمور (انگلیسی: Edward Seymour; ۳۰ آوریل ۱۸۴۰ – ۲ مارس ۱۹۲۹) افسر نیروی دریایی پادشاهی بریتانیا بود. او به عنوان یک افسر جزء در طول جنگ کریمه در دریای سیاه خدمت کرد. سپس در غرق کردن کشتی‌های جنگی، نبرد کانتون و نبرد قلعه‌های تاکو در طول جنگ دوم تریاک شرکت کرد و سپس دوباره در نبرد سیکسی در طول شورش تایپینگ به میدان جنگ رفت.
سیمور به عنوان فرمانده دوم اسکادران کانال و سپس دریاسالار سرپرست نیروهای ذخیره دریایی منصوب شد. پس از آن فرمانده ایستگاه چین شد. در طول شورش بوکسورها، او رهبری یک لشکرکشی متشکل از ۲۰۰۰ ملوان و تفنگدار دریایی از کشتی‌های جنگی غربی و ژاپنی را برای رهایی از سفارتخانه‌های دیپلماتیک محاصره شده در پکن بر عهده داشت. این لشکرکشی توسط نیروهای چینی و بوکسورها شکست خورد و مجبور به بازگشت به تیانجین شد. اگرچه این مأموریت شکست خورده بود، اما وقتی سیمور به پورتسموث بازگشت، هزاران نفر از مردم در ساحل و اسکله از او و افرادش استقبال کردند.